# مامیکون مانوکیان
مامیکون هاکوبی مانوکیان (ارمنی: Մամիկոն Հակոբի Մանուկյան؛  ۱۴ فوریهٔ ۱۹۲۷ – ۲۲ آوریل ۱۹۹۵) یک بازیگر اهل ارمنستان بود. وی بین سال‌های - تا - میلادی فعالیت می‌کرد.

## زندگی‌نامه
وی در ۱۴ فوریهٔ ۱۹۲۷ در آخالتسیخه به دنیا آمد . هریپسیمه سراپیان همسر وی بود.  وی همچنین برندهٔ جوایزی همچون هنرمند شایسته ارمنستان شوروی () و جایزه دولتی اتحاد شوروی شده است. وی در ۲۲ آوریل ۱۹۹۵ در سن ۶۸ سالگی در گوریس درگذشت.

## گزیده فیلمشناسی
از فیلم‌ها یا برنامه‌های تلویزیونی که وی در آن نقش داشته است می‌توان به سایات‌نووا، رفیق پانجونی، مکانیک خوشبختی، اشاره کرد.

## نگارخانه

- پرونده:Մամիկոն Մանուկյան.jpg

## یادداشت
1. ↑  Հռիփսիմե Սրապյան